# Розстайне
Розста́йне (пол. Rozstajne) — колишнє село на Лемківщині, в Польщі, у гміні Кремпна Ясельського повіту Підкарпатського воєводства.

## Розташування
Розстайне знаходиться в долині річки Віслока при гирлі притоки Рияк за 8 км від адміністративного центру гміни села Крампна, за 29 км від міста Ясло та 73 км від Кракова.

## Історія
Згадується в податковому реєстрі 1581 року як село Миколая Стадницького у Бецькому повіті, належало до парохії Граб, були 7  господарств.
Все село була спалене угорською армією у 1914 році. В селі була церква «Святих Кузьми і Дем'яна», знищена пожежею. В 1921 збудували нову дерев'яну церкву з такою ж назвою. До акції «Вісла» (1947) у селі більшість населення складали лемки (частина з яких була переселена в 1945 році в УРСР — Донецьку, Львівську та Тернопільську області), коли решту (43 особи) депортували на понімецькі землі Польщі.
З 1975 по 1998 рік село належало до Кросненського воєводства.

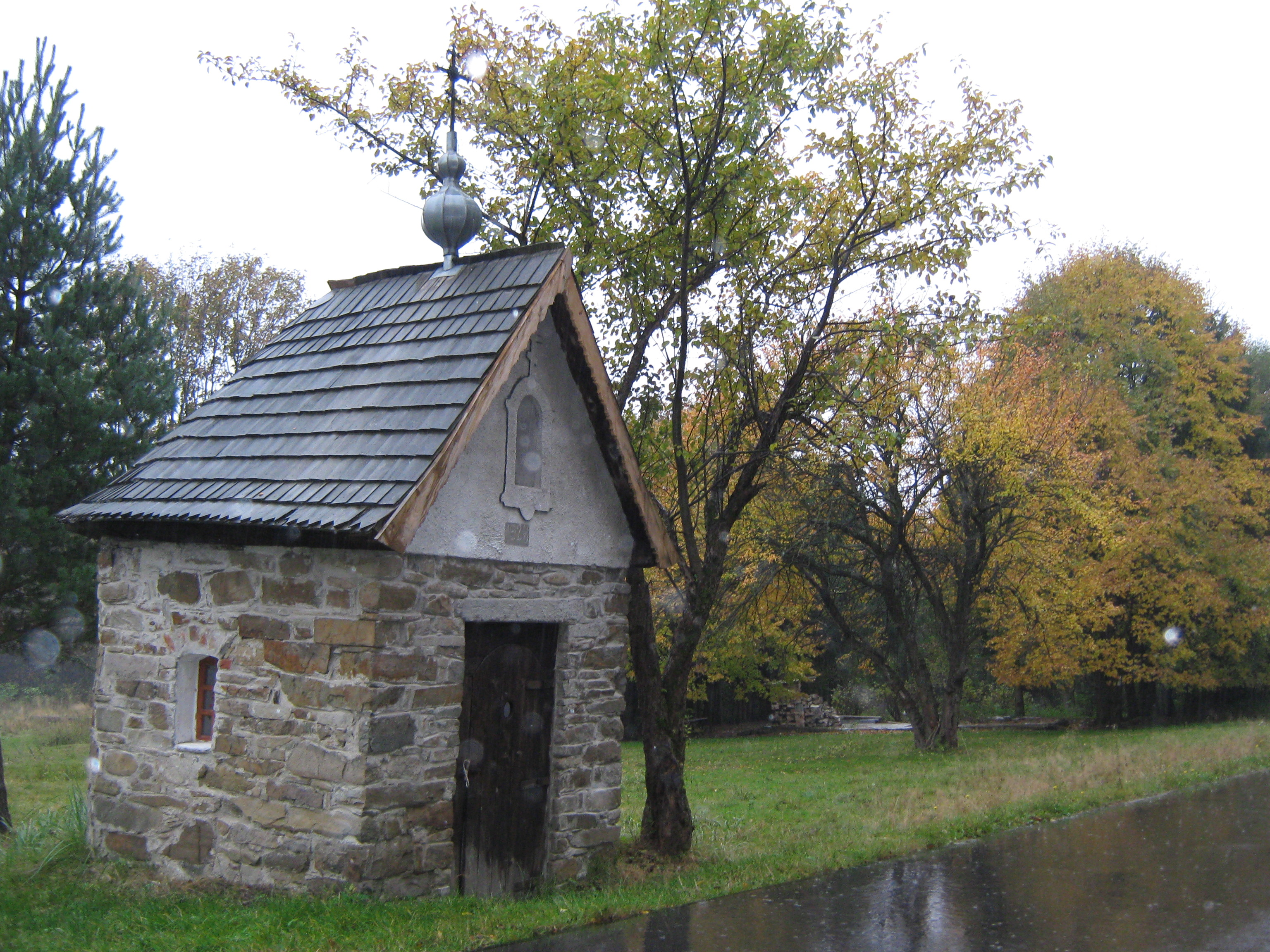
Православна капличка в Ростайні

Населення села:
- 1785 — 280 греко-католиків, 80 євреїв
- 1840 — 495 греко-католиків
- 1859 — 439 греко-католиків
- 1879 — 360 греко-католиків
- 1899 — 468 греко-католиків
- 1926 — 291 греко-католиків
- 1936 — 298 греко-католиків, 20 православних, 7 євреїв

Село належало до Дуклянського деканату Перемиської єпархії, з 1934 року — «Апостольської адміністрації Лемківщини».
Станом на 1 січня 1939 року в селі мешкало 330 осіб, з них 320 українців і 10 євреїв. Село належало до об'єднаної сільської ґміни Кремпна Ясельського повіту Краківського воєводства.

## Галерея

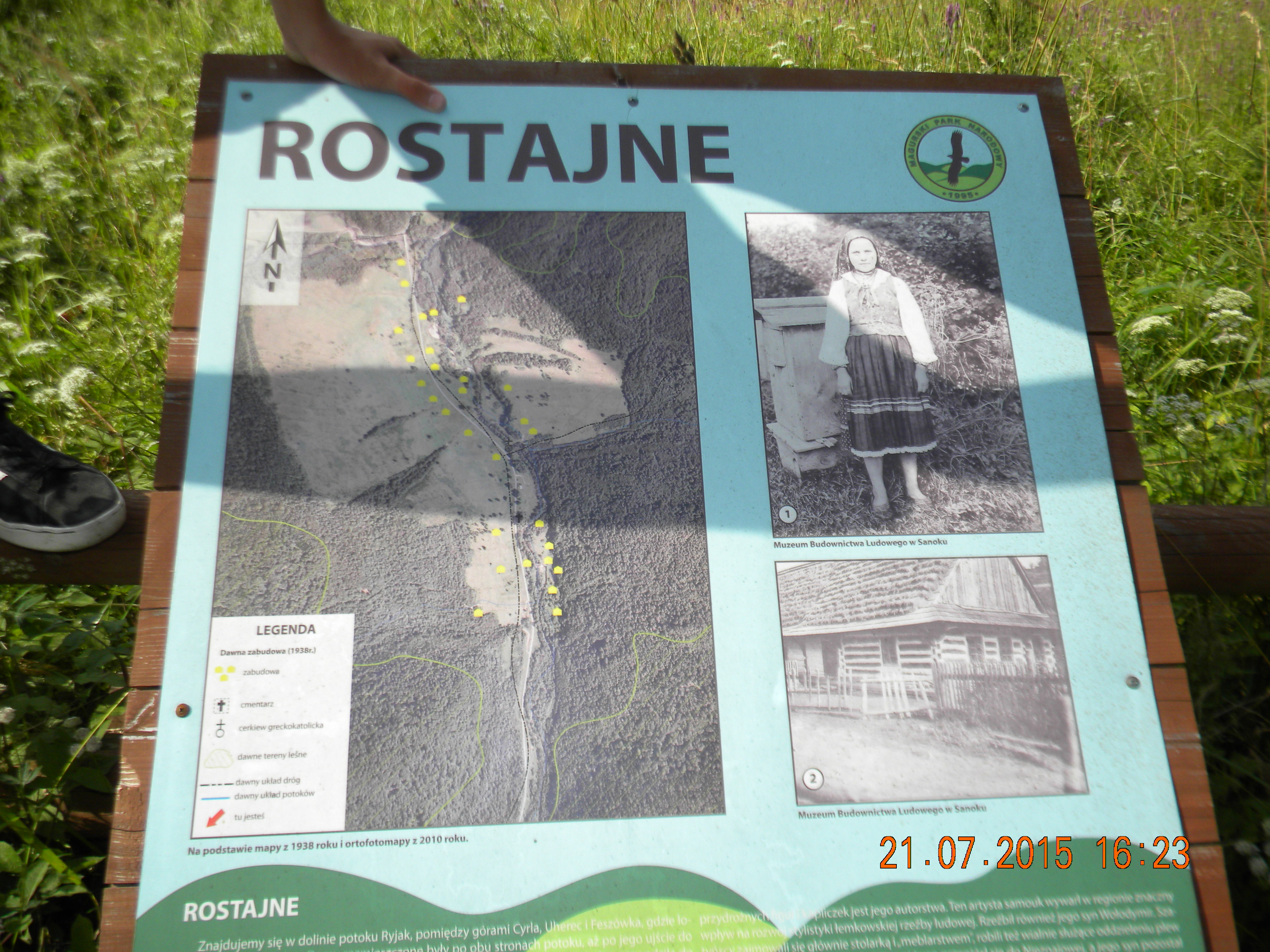
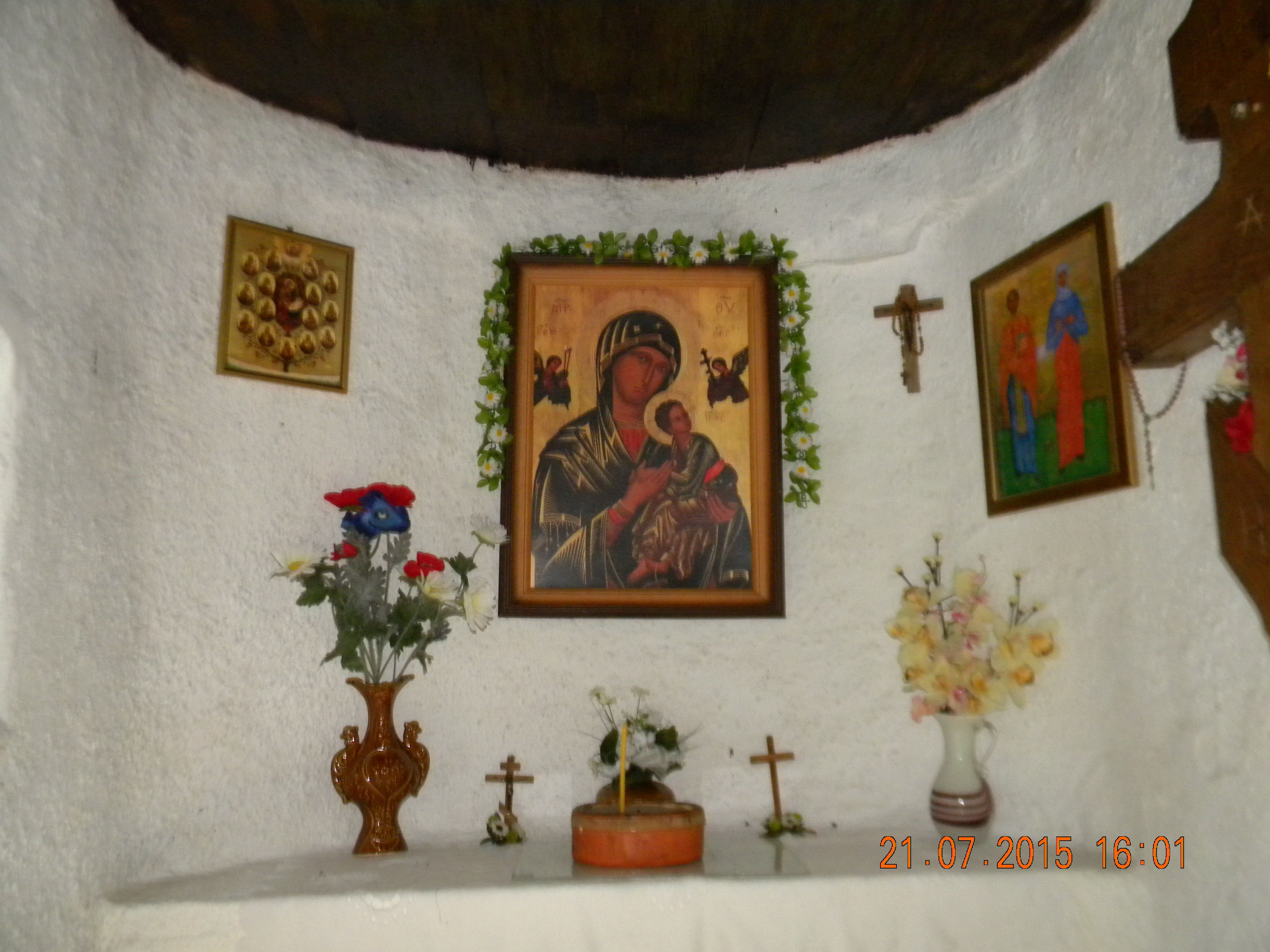
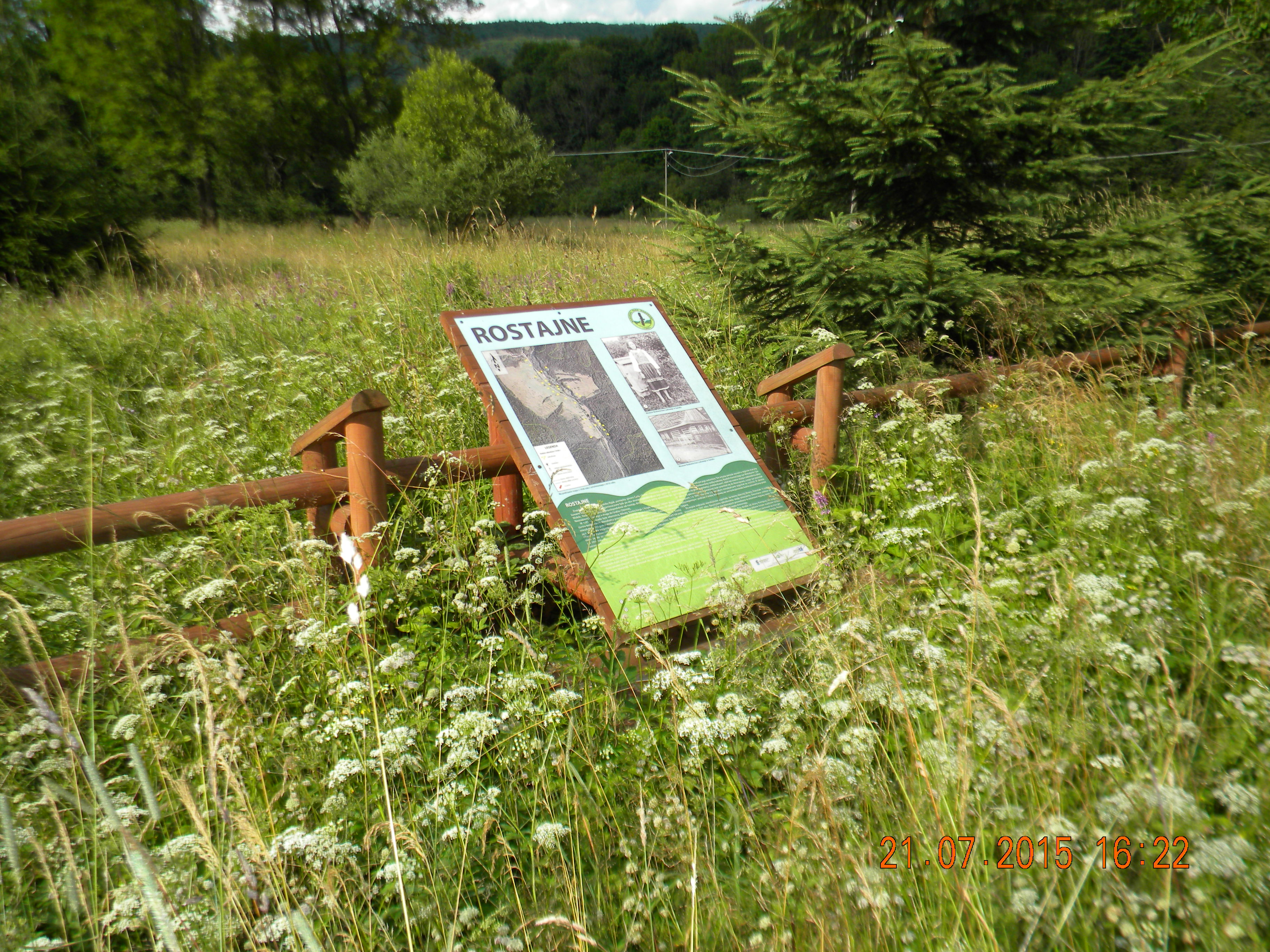
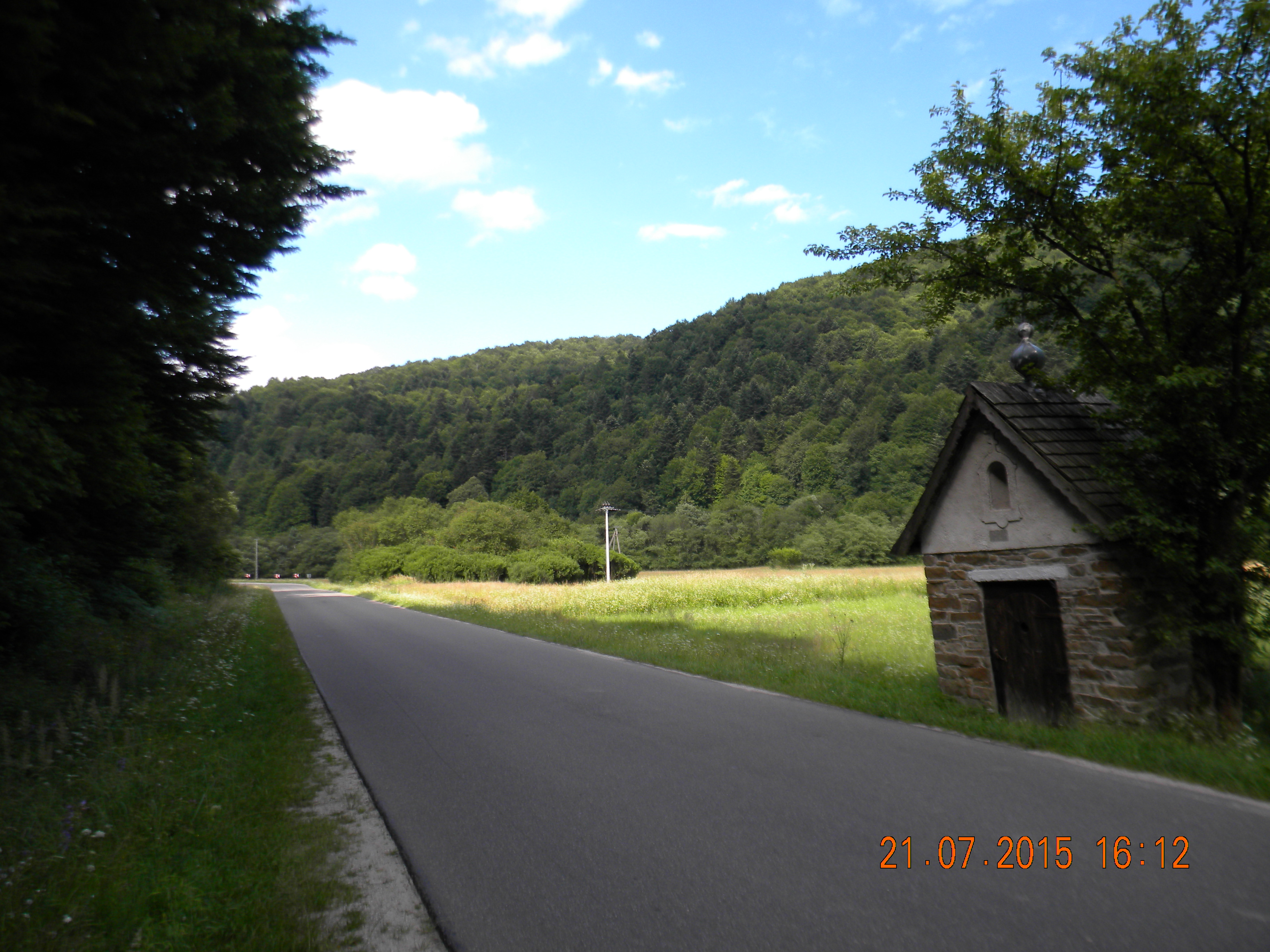
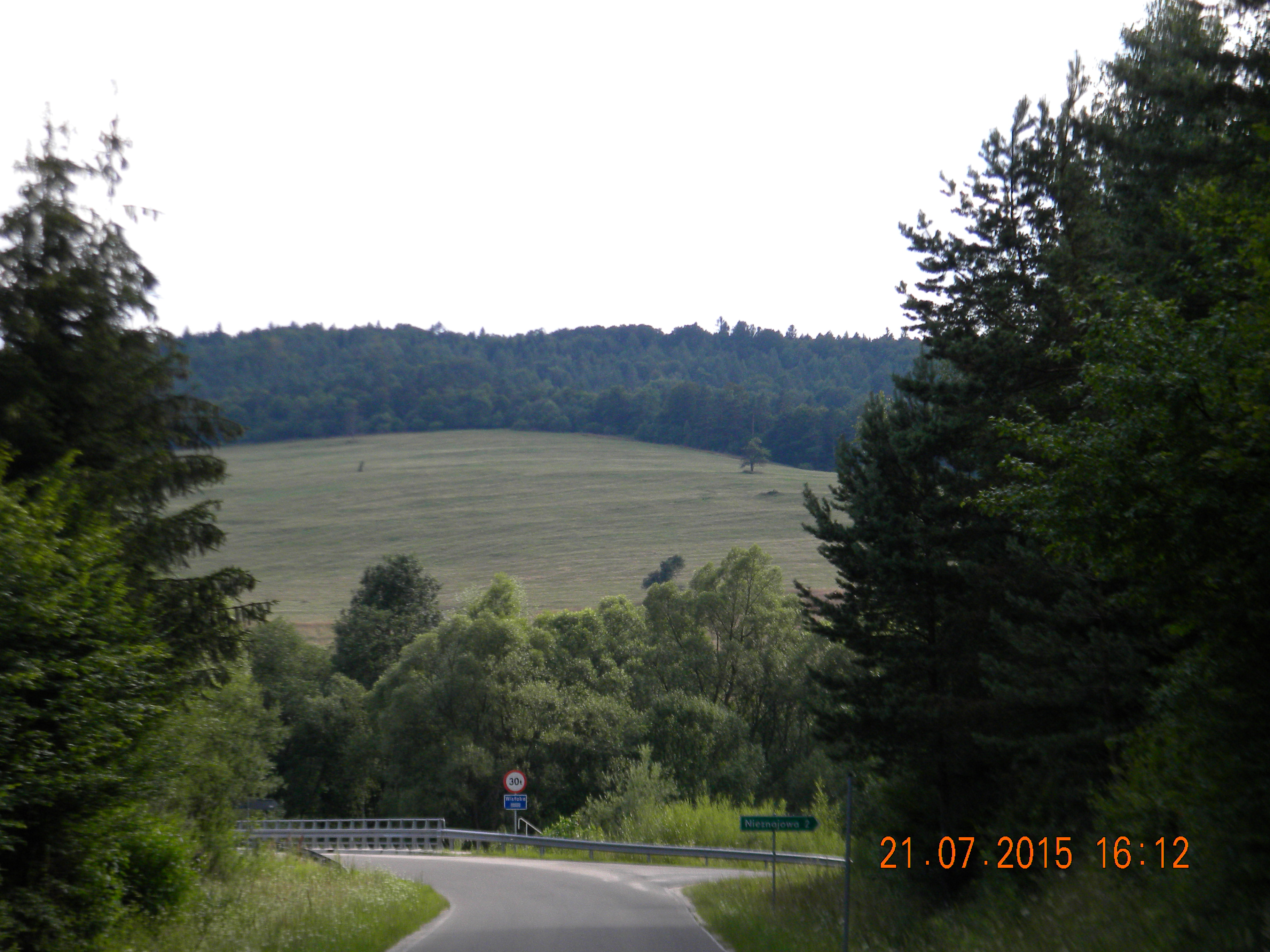
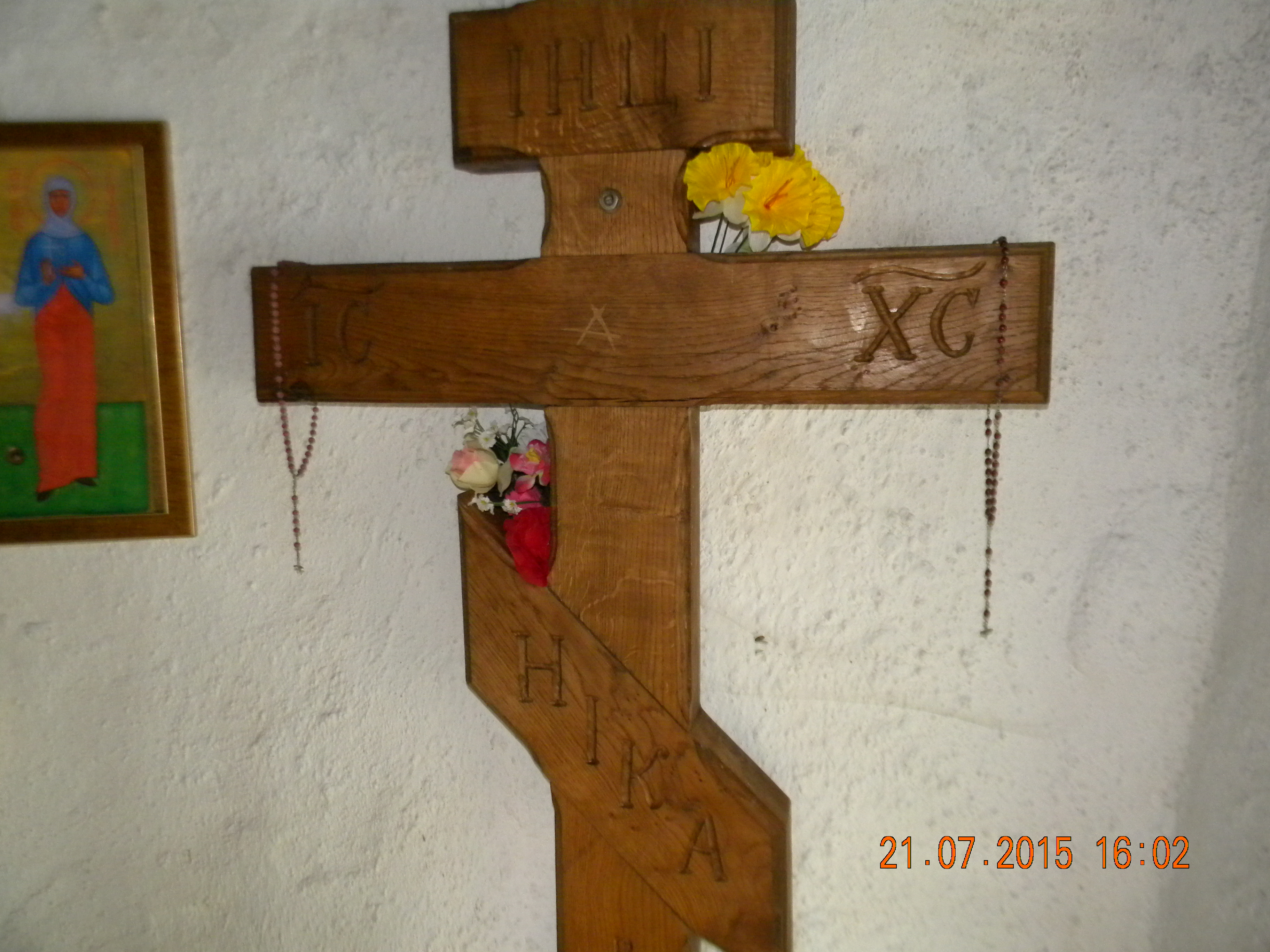
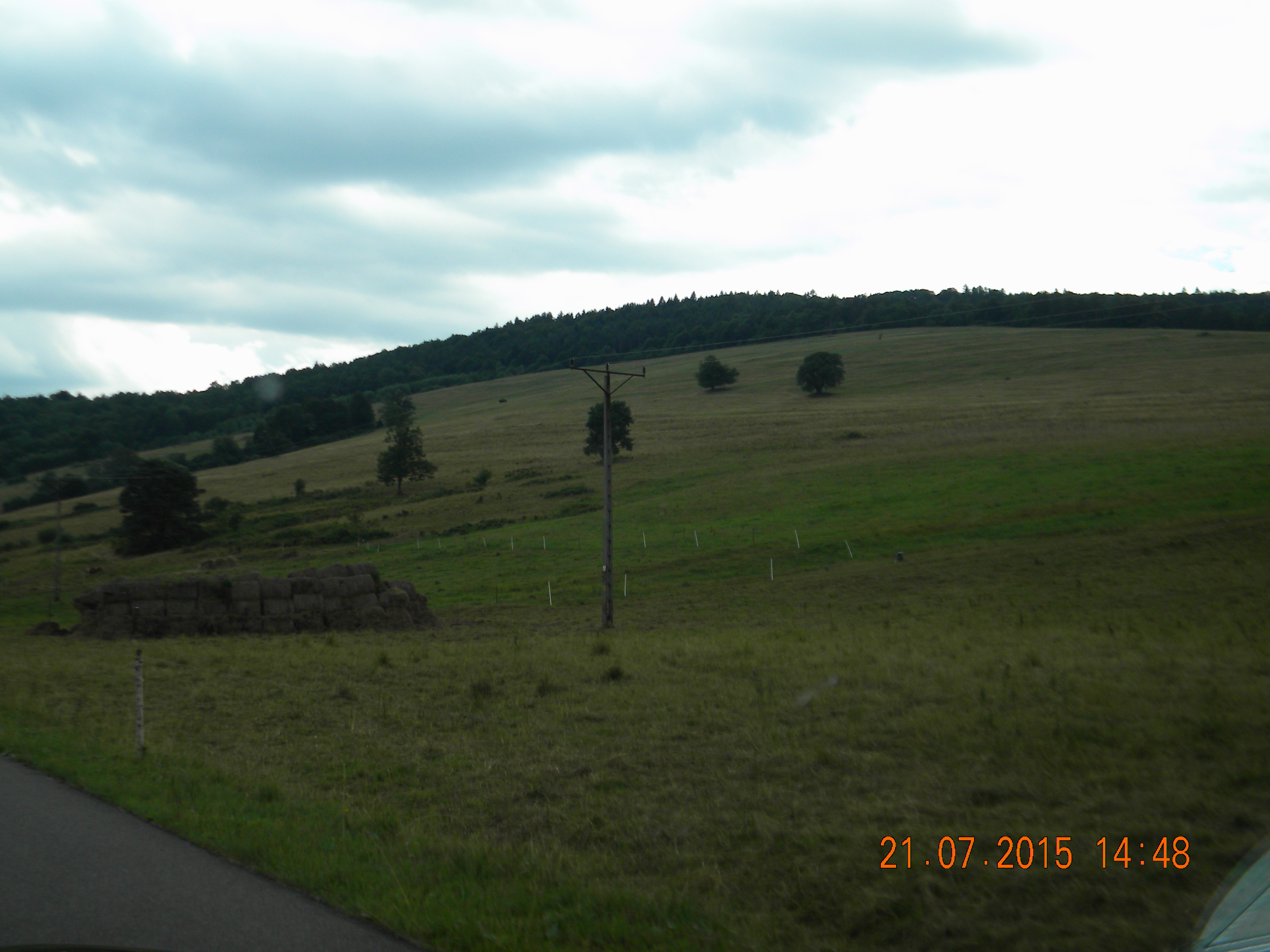
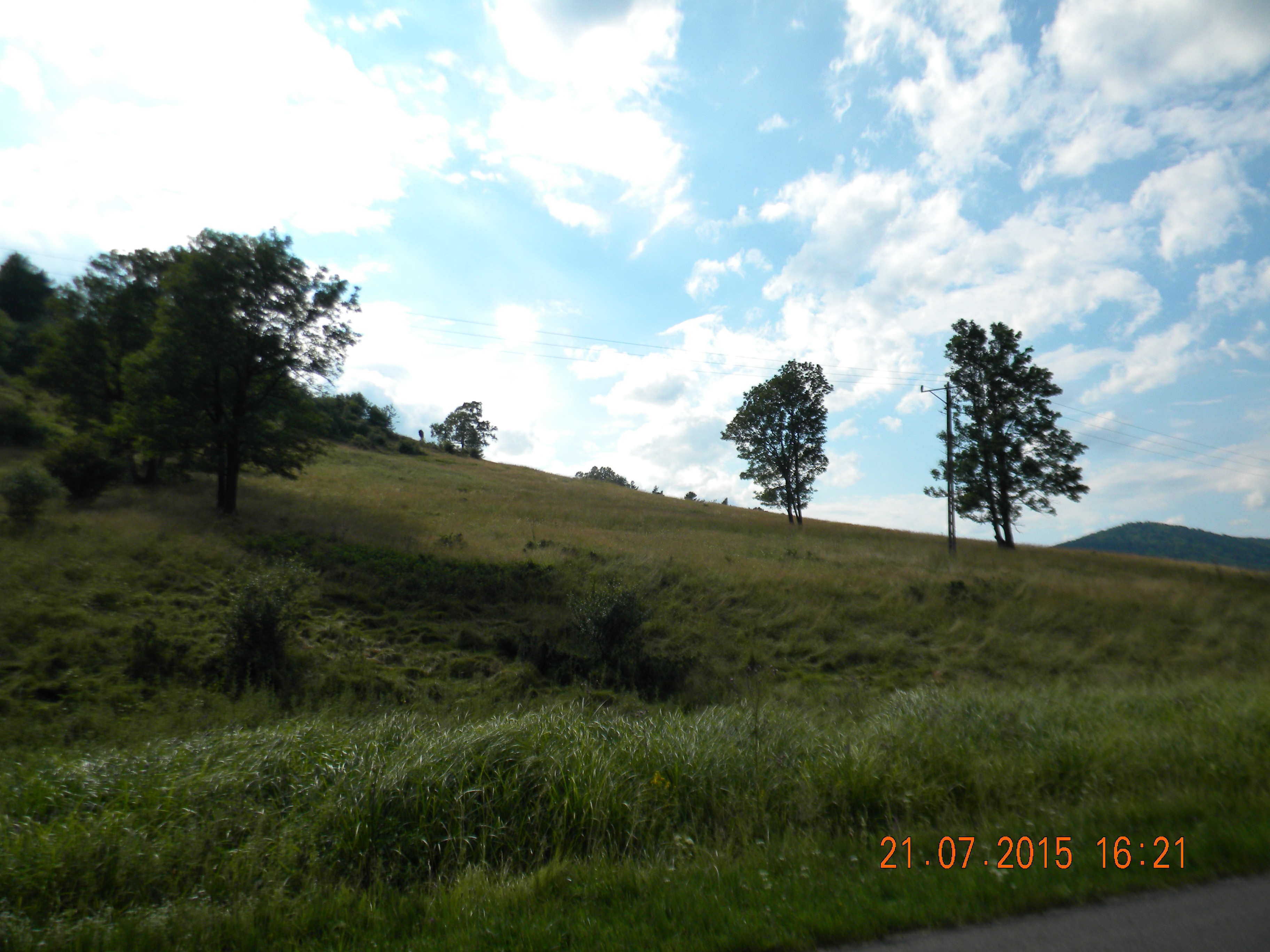
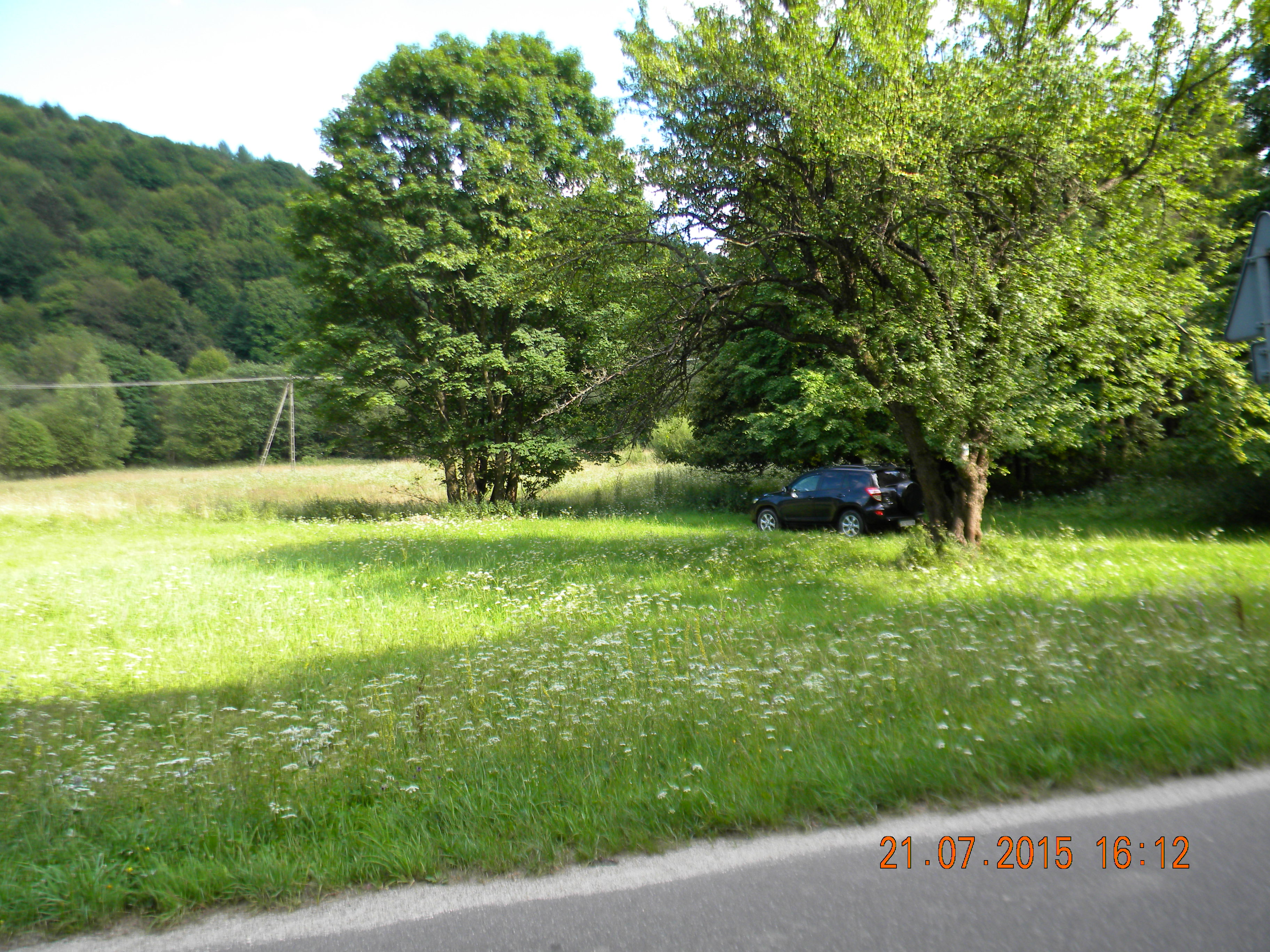
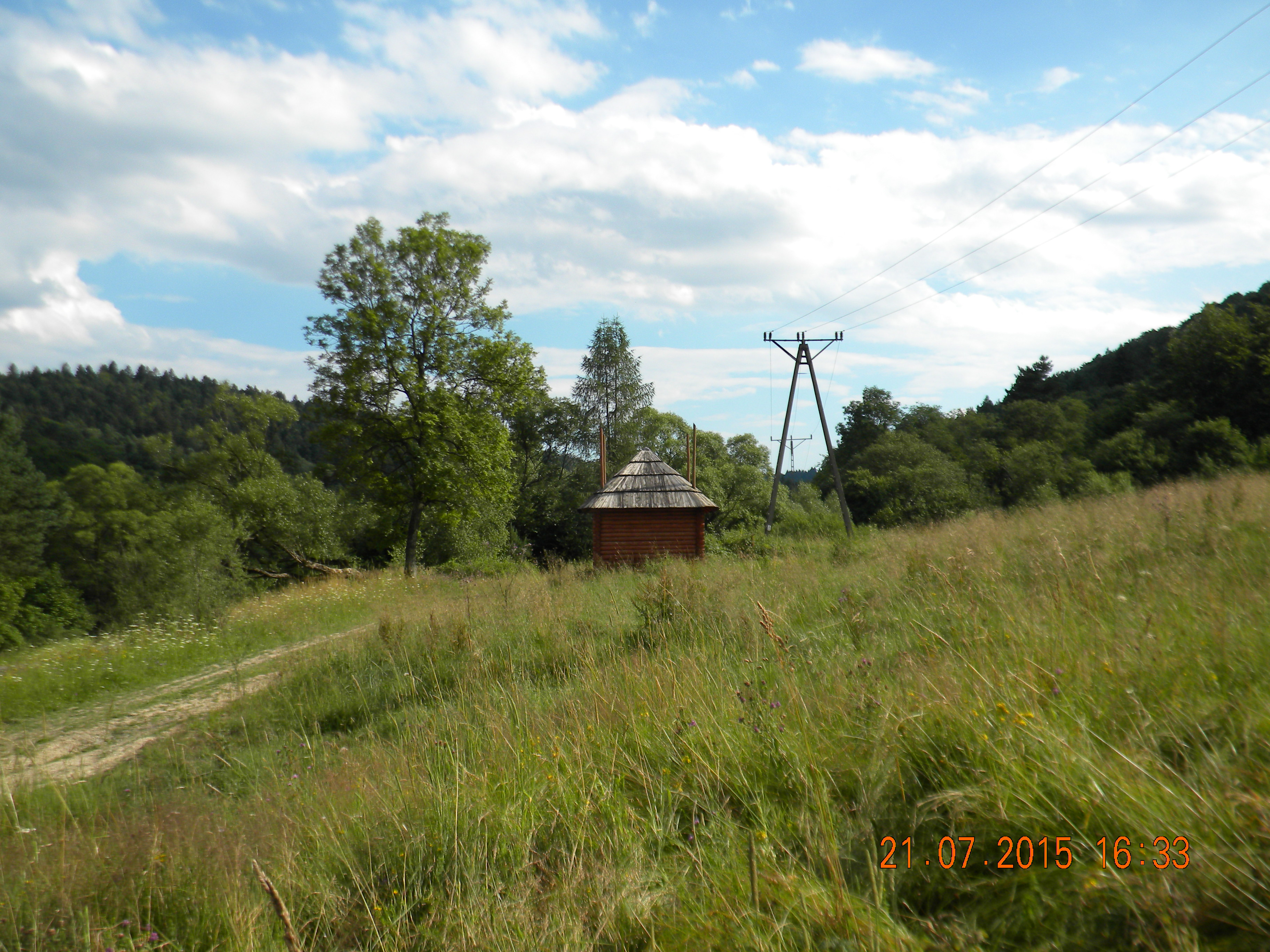
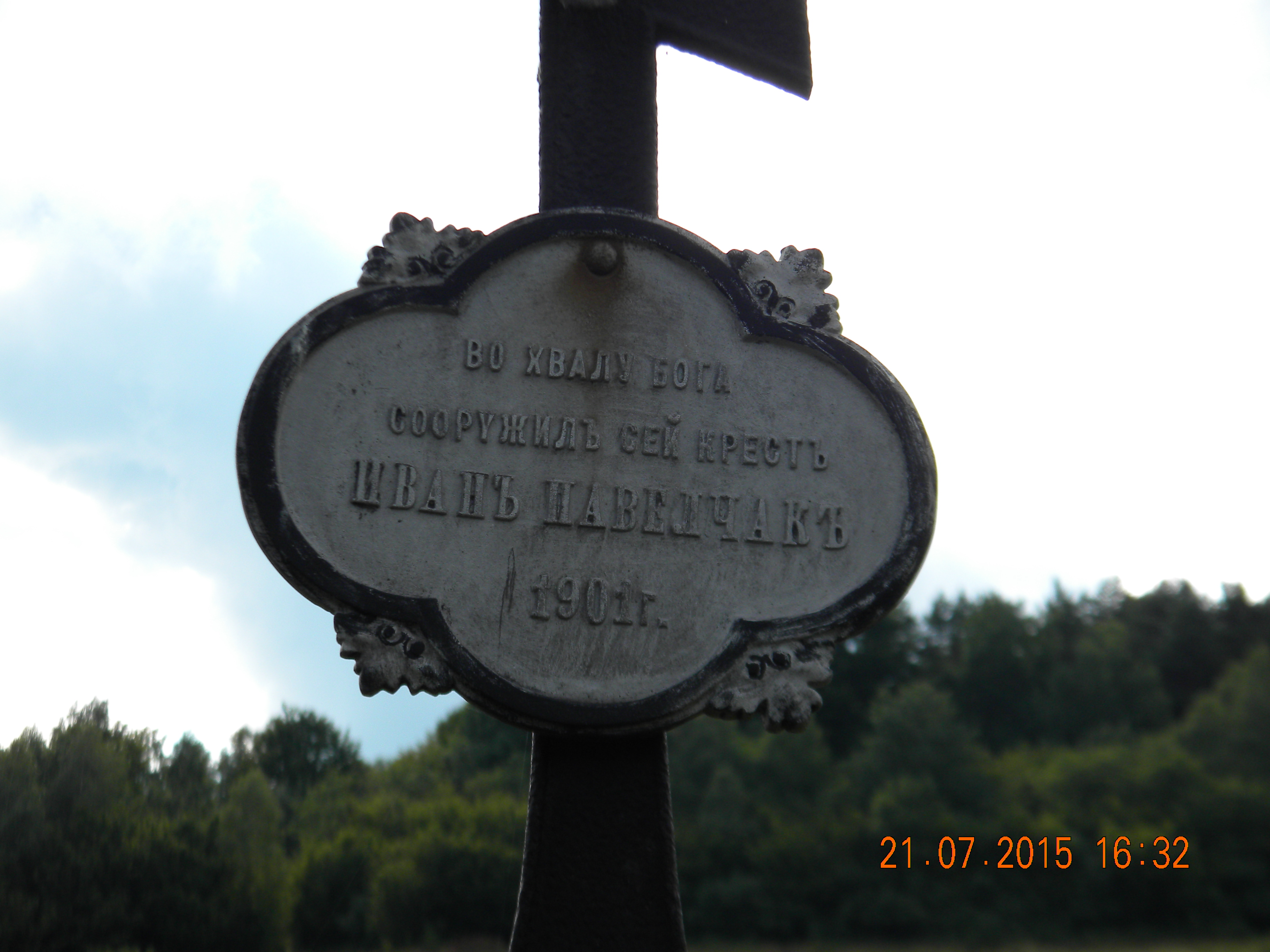
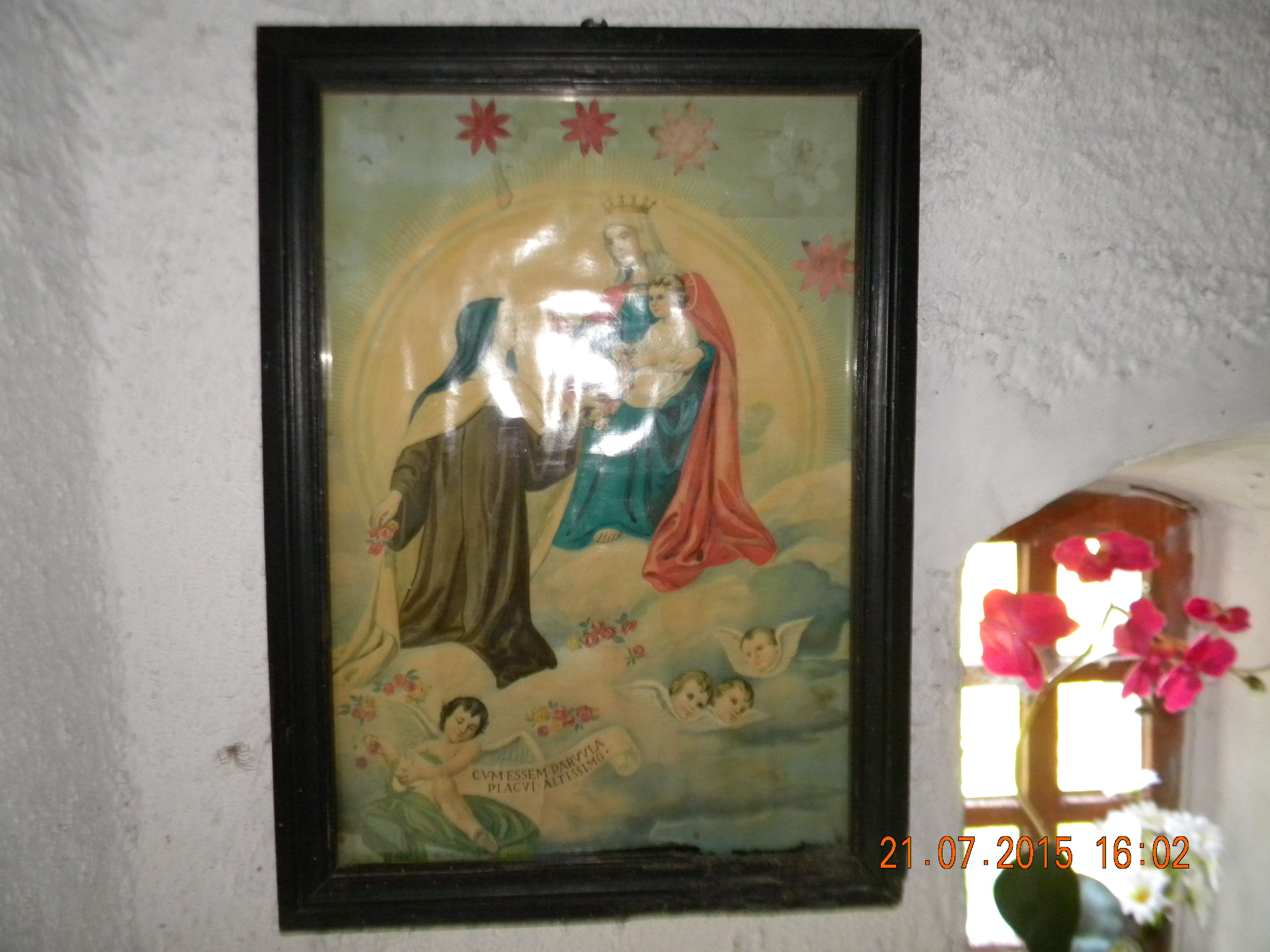
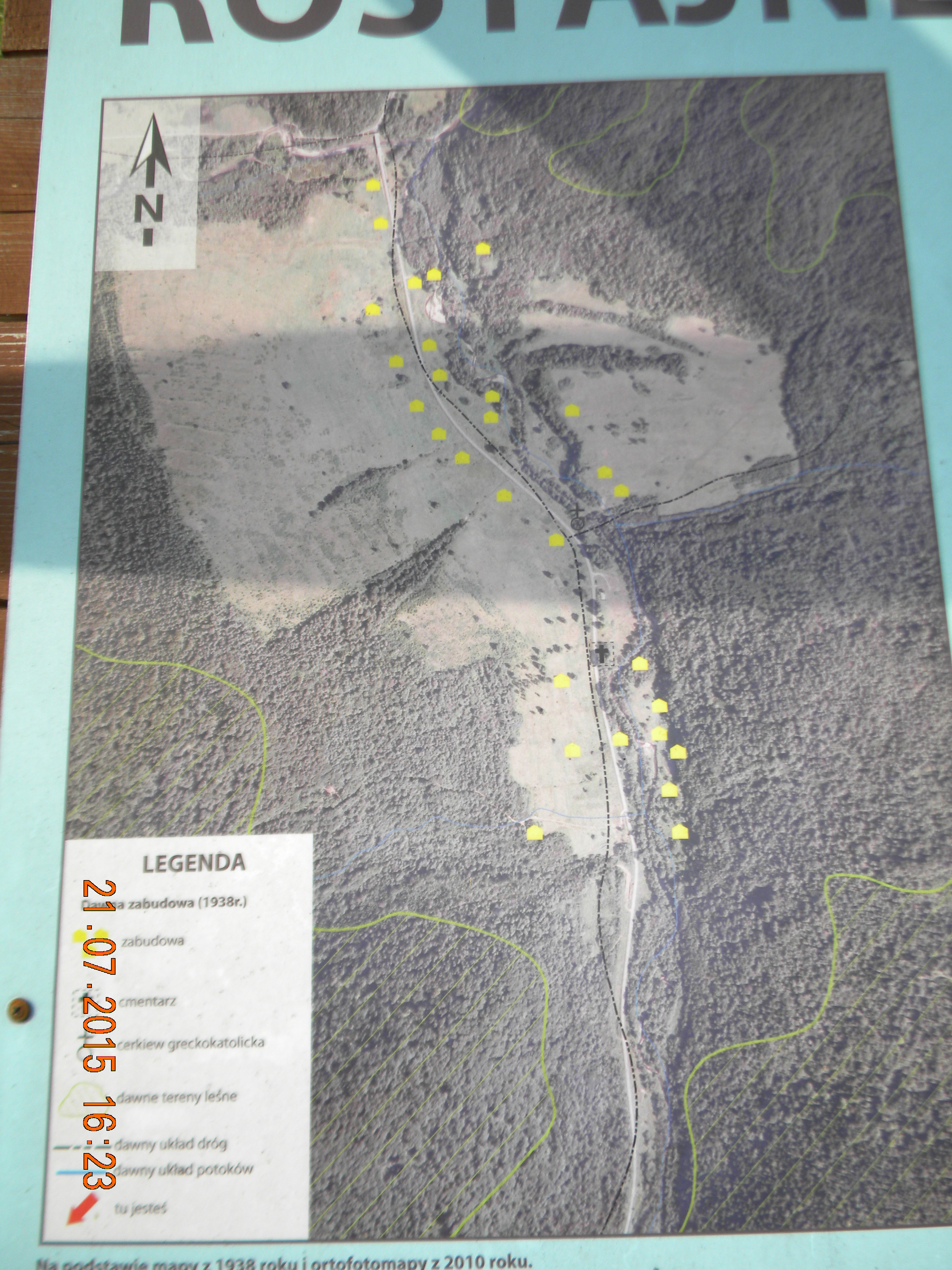

## Відомі люди
- Кищак Тереза Степанівна (нар. 1935) — майстриня писанкарства.
- Тарнович Юліян Стефанович (1903—1977) — громадський діяч, журналіст, публіцист та письменник.